# Víctor Muñoz
Víctor Muñoz Manrique, född 15 mars 1957 i Zaragoza, är en spansk fotbollstränare och före detta spelare. Muñoz spelade under större delen av sin karriär för moderklubben Real Zaragoza och FC Barcelona. För Spaniens landslag gjorde han 60 landskamper och spelade i ett VM och två EM-slutspel.

## Spelarkarriär

### Klubblag
Víctor Muñoz startade sin karriär i hemstadens Real Zaragoza, där han under sin första säsong var med om att bli degraderad från La Liga. Zaragoza gick sedan omedelbart upp från Segunda División och Muñoz spelade ytterligare tre säsonger för klubben innan Barcelona värvade honom 1981. Han spelade där i sju år och vann lika många titlar. I finalen av Copa del Rey 1983 gjorde han ett av Barcelonas två mål i 2-1-segern mot Real Madrid. 1988 gick Muñoz till Sampdoria där han vann både Coppa Italia och Cupvinnarcupen. Han återvände för en kort sejour i Zaragoza innan han avslutade karriären i skotska St. Mirren 1991.

### Landslag
Víctor Muñoz gjorde debut för Spaniens landslag 25 mars 1981 i en vänskapsmatch mot England och gjorde totalt 60 landskamper och tre mål. Han deltog i EM 1984, där Spanien vann silver efter att ha förlorat finalen mot värdlandet Frankrike med 2-0. Han deltog även i VM 1986 och EM 1988.

#### Internationella mål
| Nr | Datum             | Spelplats                        | Motståndare | Mål | Resultat | Tävling       |
| -- | ----------------- | -------------------------------- | ----------- | --- | -------- | ------------- |
| 1. | 24 februari 1982  | Luis Casanova, Valencia, Spanien | Skottland   | 1–0 | 3–0      | Vänskapsmatch |
| 2. | 17 november 1982  | Lansdowne Road, Dublin, Irland   | Irland      | 1–3 | 3–3      | EM-kval 1984  |
| 3. | 24 september 1986 | El Molinón, Gijón, Spanien       | Grekland    | 3–0 | 3–1      | Vänskapsmatch |

## Tränarkarriär
1995 fick Muñoz sitt första tränarjobb då han tog över Mallorca. Han var sedan manager i Logroñés, Lleida och Villarreal innan han återvände till Real Zaragoza. Med Zaragoza vann han Copa del Rey 2004 efter att laget besegrat Real Madrid med 3-2 efter förlängning i finalen.
I oktober 2006 blev det klart att Muñoz blev den 18:e tränaren på 10 år i grekiska Panathinaikos. Han återvände senare till Spanien där han tränade Recreativo de Huelva och Getafe. I december 2010 tog han över ryska Terek Groznyj, där han fick sparken efter bara en månad och ersattes av Ruud Gullit. Han var senare tränare i de schweiziska klubbarna Neuchâtel Xamax och Sion innan han 2014 åter blev tränare i Zaragoza.

### Statistik som tränare
| Mallorca           | Spanien            | 1996–97            | 54  | 32  | 14  | 8   | 59,26 |
| Logroñés           | Spanien            | 1997–98            | 21  | 2   | 8   | 11  | 09,52 |
| Lleida             | Spanien            | 1999–00            | 63  | 24  | 16  | 23  | 38,10 |
| Villarreal         | Spanien            | 2000–02            | 94  | 33  | 25  | 36  | 35,11 |
| Zaragoza           | Spanien            | 2004–06            | 121 | 44  | 37  | 40  | 36,36 |
| Panathinaikos      | Grekland           | 2006–07            | 31  | 14  | 7   | 10  | 45,16 |
| Recreativo         | Spanien            | 2007–08            | 26  | 7   | 8   | 11  | 26,92 |
| Getafe             | Spanien            | 2008–09            | 35  | 8   | 11  | 16  | 22,86 |
| Terek Grozny       | Ryssland           | 2010–11            | 0   | 0   | 0   | 0   | —     |
| Neuchâtel Xamax    | Schweiz            | 2011–12            | 13  | 7   | 2   | 4   | 53,85 |
| Sion               | Schweiz            | 2012–13            | 4   | 2   | 0   | 2   | 50,00 |
| Zaragoza           | Spanien            | 2014               | 27  | 8   | 10  | 9   | 29,63 |
| Totalt i karriären | Totalt i karriären | Totalt i karriären | 489 | 181 | 138 | 170 | 37,01 |

## Meriter

### Som spelare
Barcelona
- Cupvinnarcupen: 1982
- La Liga: 1985
- Copa del Rey: 1983, 1988
- Supercopa de España: 1983
- Copa de la Liga: 1983, 1986

Sampdoria
- Coppa Italia: 1989
- Cupvinnarcupen: 1990

### Som tränare
Real Zaragoza
- Copa del Rey: 2004
- Supercopa de España: 2004